# Muzeum i Archiwum bł. Marii Angeli Truszkowskiej w Krakowie
Muzeum i Archiwum Marii Angeli Truszkowskiej – Błogosławionej Założycielki Sióstr Felicjanek – jedno z krakowskich muzeów kościelnych, zlokalizowane w zabytkowej kamienicy, budynku, będącym domem zakonnym Zgromadzenia Sióstr Felicjanek, a znajdującym się przy ul. Mikołajskiej 18, na rogu z ul. św. Krzyża 8.
Ekspozycja muzealna poświęcona jest życiu, działalności i duchowości błogosławionej Marii Angeli Truszkowskiej oraz historii założonego przez nią Zgromadzenia Sióstr Felicjanek. Muzeum jest czynne w dni powszednie od 10:00 do 14:00.